# Canal du cap Cod
Le canal du cap Cod (anglais : Cape Cod Canal) est un canal du Massachusetts, aux États-Unis. D'une longueur de 11,3 km, il permet aux navires d'éviter de contourner le cap Cod en passant de la baie de Buzzards au sud-ouest, à la baie du cap Cod au nord-est. Il constitue une partie de l'Intracoastal Waterway. La ville de Sandwich se situe à son entrée nord et l'académie maritime du Massachusetts (en) à son entrée sud.
Les quelque 20 000 passages annuels permettent d'économiser 217 km de parcours sans contourner le cap. Le courant change de sens toutes les six heures et peut atteindre une vitesse maximale de 8 km/h. pendant la marée descendante. Il est entretenu par le corps du génie de l'armée des États-Unis et n'a pas de frais de péage. Il mesure 150 m de large et a une profondeur minimale de 9,8 m à marée basse.
Il est traversé par le pont ferroviaire du canal du cap Cod et deux autoroutes (Bourne Bridge (en) et Sagamore Bridge (en)). Deux phares de 19,8 m de hauteur contrôlent chacune des entrées.

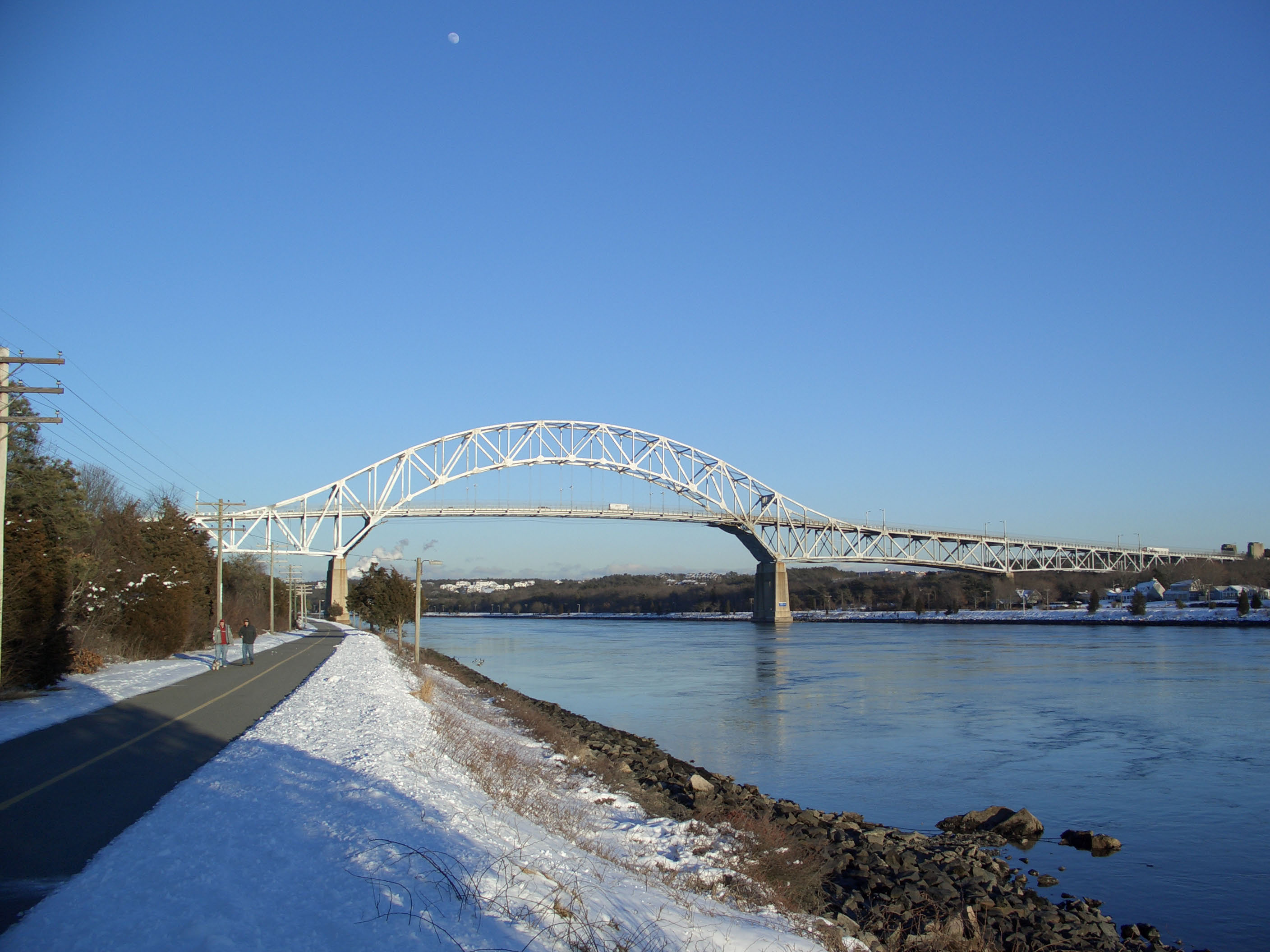
Bourne Bridge
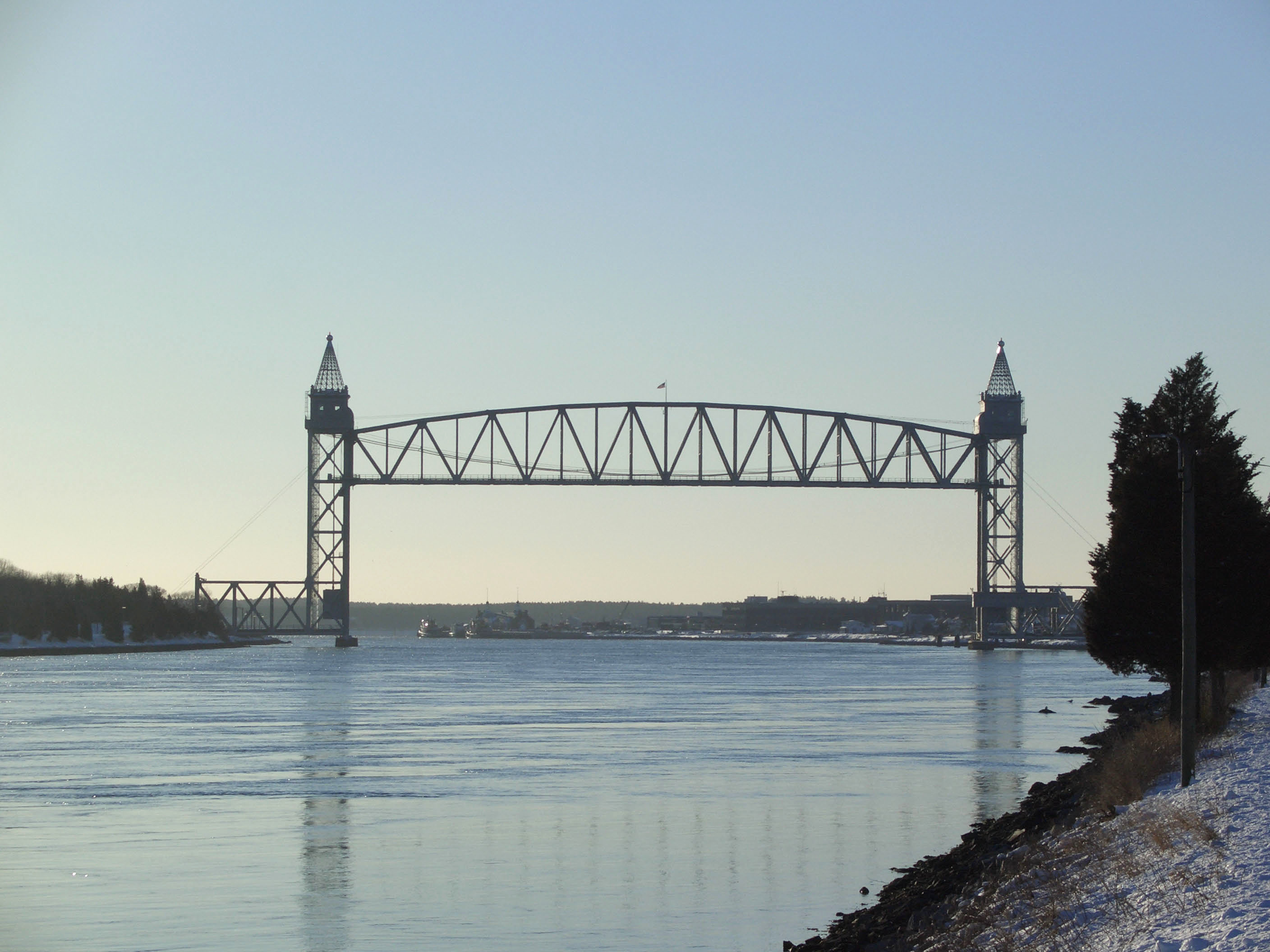
Le pont ferroviaire
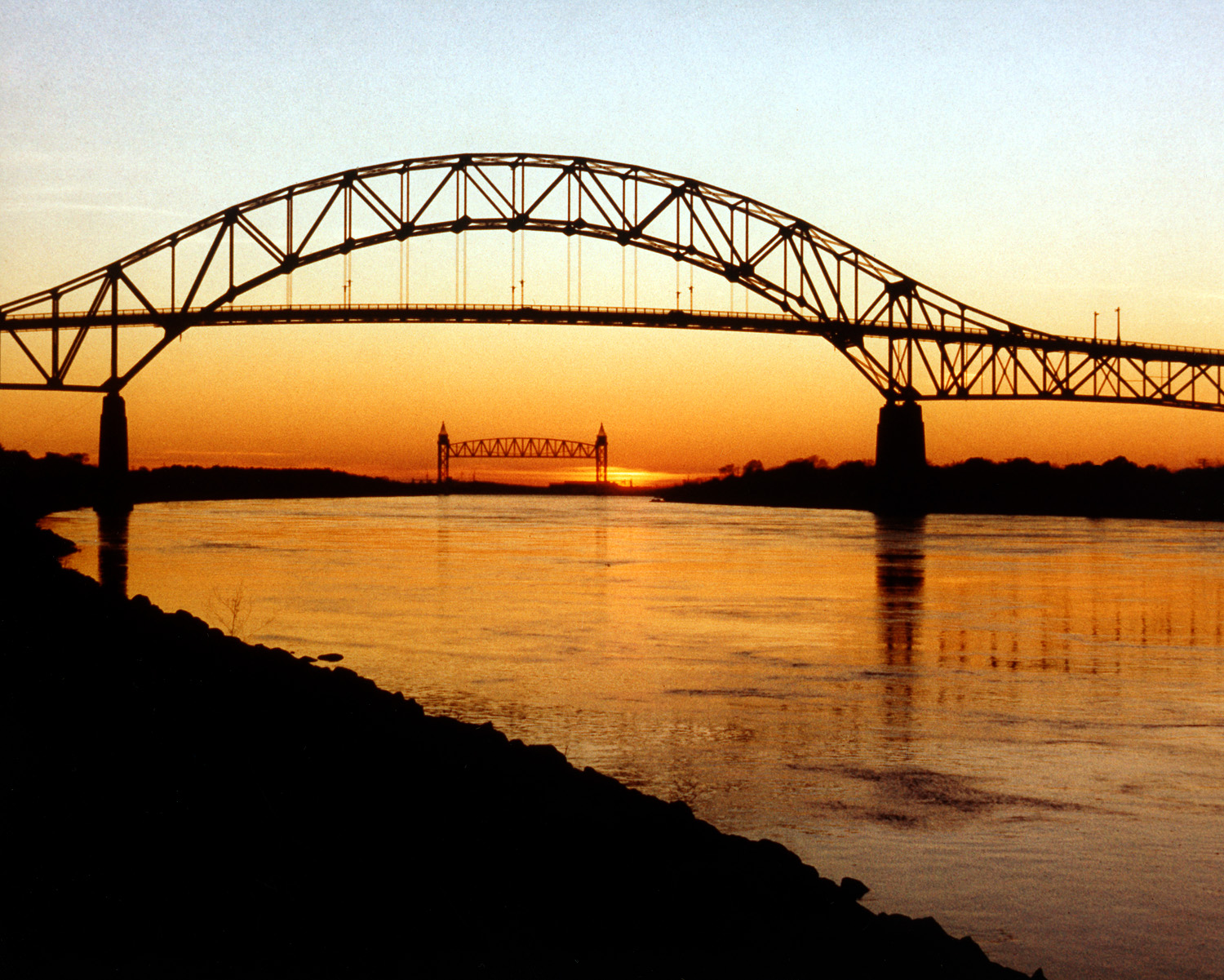
Les deux ponts dans la même perspective

## Histoire

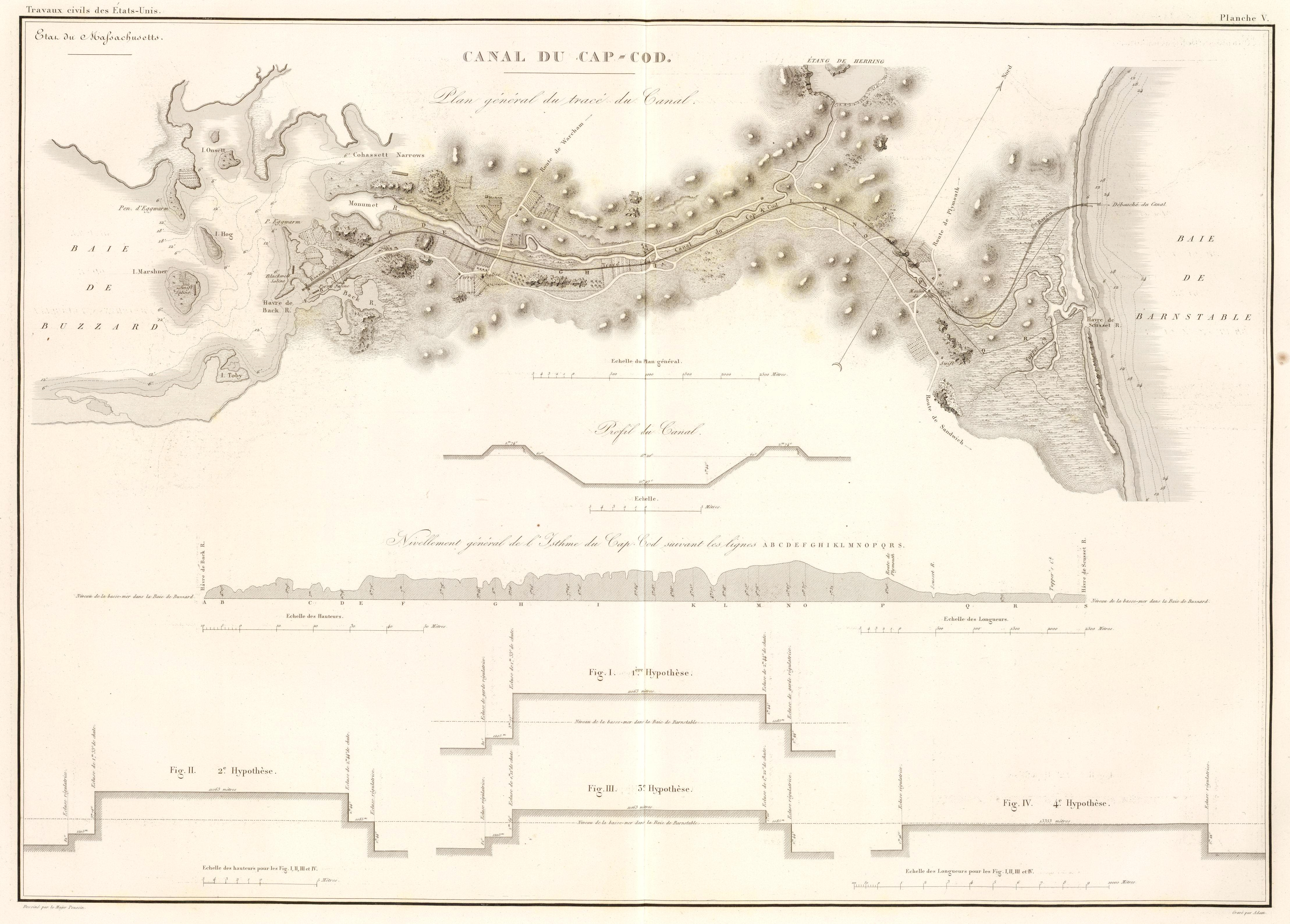
Plan de 1834 du canal du cap Cod.

L'idée de construire un canal à cet endroit remonte à Myles Standish de la colonie de Plymouth en 1623. À cette époque, le commerce avec les Amérindiens de la baie de Narragansett et les Hollandais de la Nouvelle-Néerlande prospère. En 1697, la General Court of Massachusetts propose la première construction mais elle n'est pas suivie d'effets. En 1717, un premier tracé, le Jeremiah's Gutter (en) est creusé à Orleans qui sera actif jusqu'au début du XIXe siècle.
Plusieurs projets avec enquête de faisabilité sont réalisés respectivement en 1776, 1791, 1803, 1818, 1824-30 et 1860 mais aucun n'aboutit. Les premiers essais de la construction du canal n'ont pas lieu avant la fin du XIXe siècle car les planificateurs antérieurs se retrouvent à court d'argent ou dépassés par l'ampleur du projet.

## Creusement du canal
Le 22 juin 1909, la construction commence sous la direction d'August Belmont, Jr., de la « Cape Cod et New York Canal Company », en utilisant des plans de l'ingénieur William Barclay Parsons (en). Les ingénieurs sont confrontés à de nombreux problèmes. L'un d'entre eux était les rochers gigantesques laissés par le retrait des glaciers de la période glaciaire. Diverses méthodes sont employées pour les faire exploser, mais cela ralentit le dragage. Un autre problème était les tempêtes d'hiver, qui obligent les ingénieurs à arrêter complètement le dragage et à attendre le printemps.

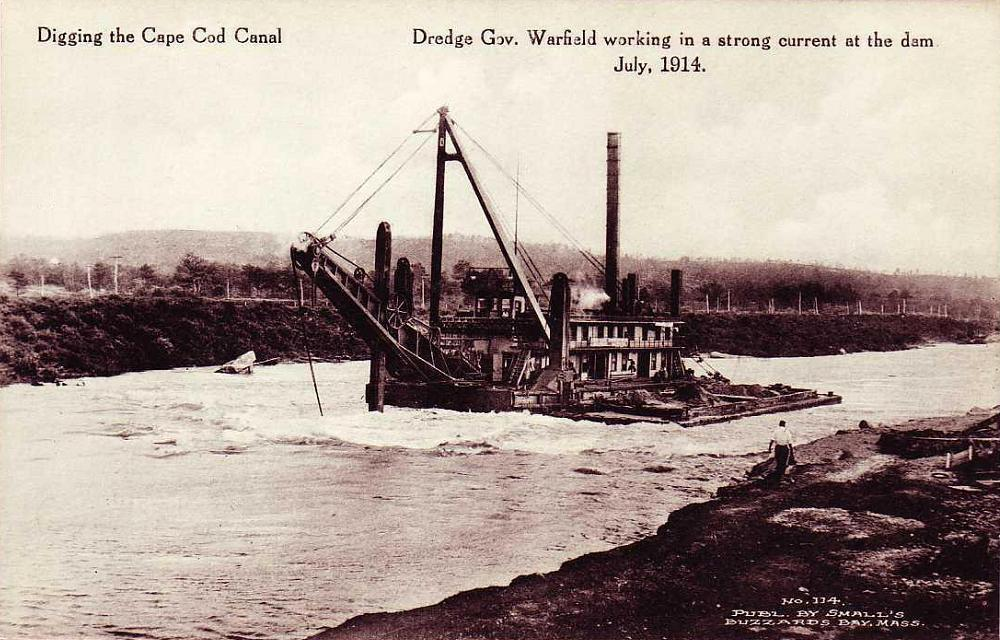
Le creusement du canal en juillet 1914

Néanmoins, le canal est ouvert, sur une base limitée, le 29 juillet 1914 et il est achevé en 1916. Ce canal a une largeur maximale de 30 m, une profondeur maximale de 7,62 m (25 pieds), et prend une route un peu difficile de Phinney à la baie de Buzzards. En raison de l'étroitesse du chenal de navigation, plusieurs accidents se produisent, ce qui limite le trafic et noircit la réputation du canal. En conséquence et en dépit du raccourcissement de la route commerciale de New York à Boston de 100 km, les recettes de péage ne suffisent pas à répondre aux attentes des investisseurs.
Le 21 juillet 1918, un sous-marin unterseeboot de la Kaiserliche Marine attaque la ville d'Orléans (voir Attaque d'Orléans). Il coule quatre transporteurs et un remorqueur. À la suite de cette attaque, le canal est dragué à nouveau pour atteindre la profondeur de 7,62 m (25 pieds). En 1928, le gouvernement achète le canal. Le prix d'achat est de 11 400 000 dollars et 21 000 000 supplémentaires sont investis entre 1935 et 1940 pour lui donner sa largeur et profondeur actuelles. À cette époque, il devient le plus important canal au niveau de la mer. L'entrée sud est recreusée pour donner un accès direct à la baie de Buzzards.
Pendant la Seconde Guerre mondiale, une expédition utilise le canal pour éviter les patrouilles en mer des U-boats allemands. Ses entrées sont défendues par des batteries côtières. Le charbonnier USS Stephen R. Jones (ID-4526) (en) est coulé dans le canal le 28 juin 1942. Les voies maritimes sont détournées autour du cap Cod et le SS Alexander Macomb est torpillé le 3 juillet, causant la mort de dix personnes. Le canal rouvre le 31 juillet après la destruction du navire qui l'obstrue, à l'aide de dix-sept tonnes de dynamite.

## Usages de loisirs
Le canal est largement utilisé par les bateaux de plaisance et de commerce. Les routes qui le longent donnent des accès nombreux pour la pêche et sont très utilisées pour les marcheurs et les cyclistes. Les promeneurs regardent aussi simplement le spectacle des bateaux qui l'empruntent.
Le « Cap Cod Canal Visitor center » permet de retrouver l'histoire du site et notamment de sa construction. On y présente la faune et la flore, ainsi que des images radar en temps réel de la circulation maritime. Le « Visitor center », situé à Sandwich est ouvert de mai à octobre.
La Scusset Beach State Reservation (en) est une réserve protégée qui donne accès à de belles plages juste à côté de l'entrée est du canal. Un sentier mène vers Sagamore Hill, pour y voir les vestiges des amérindiens dans la région et le site des batteries de la Seconde Guerre mondiale.

## Source
- (en) Cet article est partiellement ou en totalité issu de l’article de Wikipédia en anglais intitulé « Cape Cod Canal » (voir la liste des auteurs).